# Kornguden från Norra Vånga

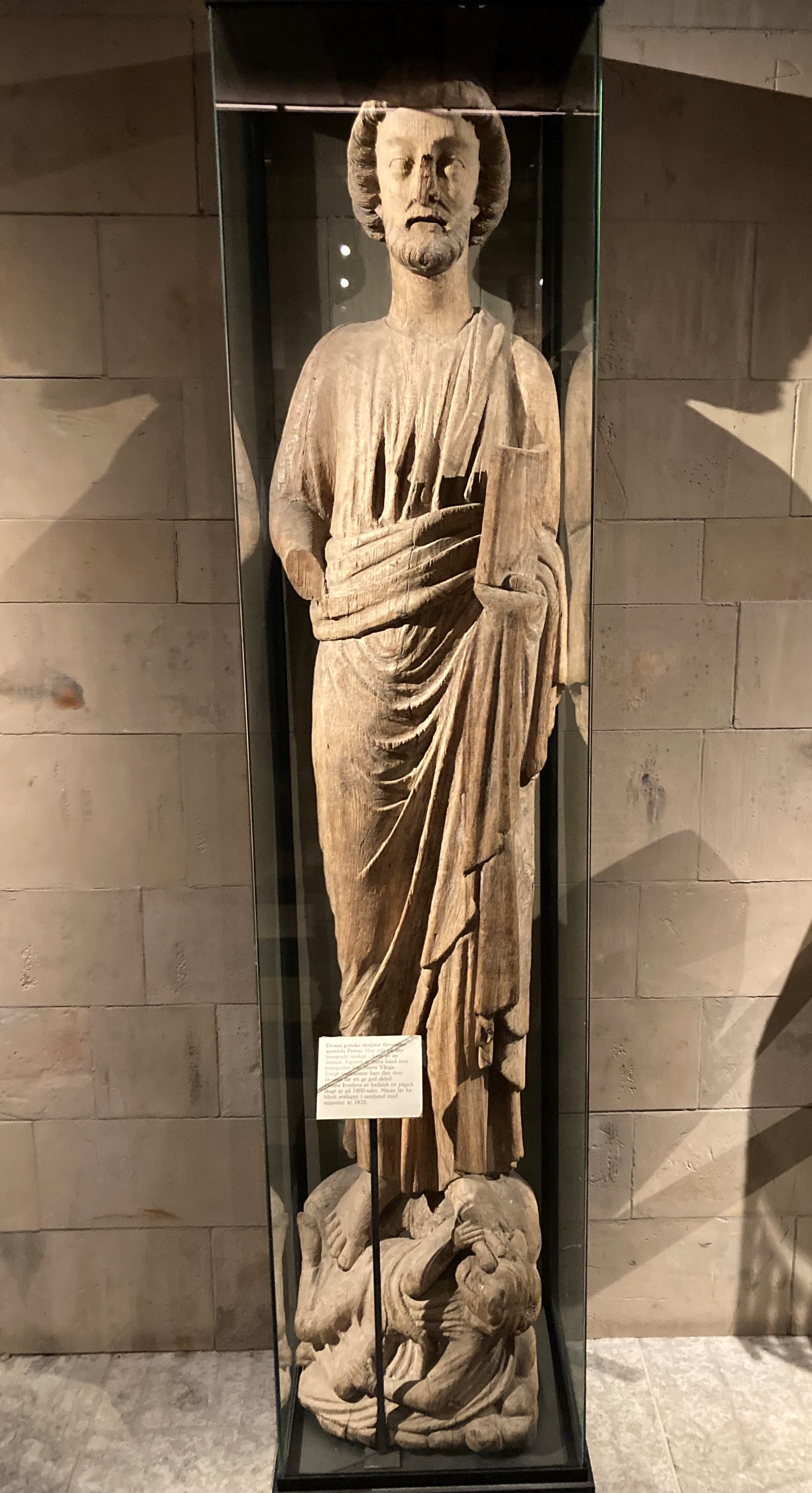
Kornguden från Norra Vånga.

Kornguden från Norra Vånga är en träskulptur från 1200-talet som ursprungligen var placerad i Norra Vånga kyrka i Västergötland. Statyn ingår sedan 1876 i samlingarna på Västergötlands museum i Skara. Den 189 cm höga statyn är tillverkad av ekträ och utförd i gotisk stil. Den tros vara importerad från England eller Frankrike.
Statyn föreställer aposteln Petrus som står frontalt på en underliggare som symboliserar en demon – den besegrade ondskan. Petrus har skägg och mustasch och håret omsluter det modellerade huvudet i en tjock krans av lockar. Det finns ett pluggat hål i hjässan för reliker. Petrus är klädd i en fotsid och långärmad tunika med en mantel draperad över vänstra axeln, armen och tvärs över midjan så att flikarna hänger ned över vaderna. Petrus mantelinsvepta vänstra hand håller en bok. Den högra handen saknas. Statyn har varit målad, men all färg är borta. 
Namnet har sitt ursprung i traditionen om att statyn bars över åkrarna när vårsådden var klar för att ge god årsväxt. Denna kvarleva av hednisk rit pågick in på 1800-talet. Vid en biskopsvisitation år 1746, då biskopen i Skara Daniel Juslenius var på jakt efter ”vidskepelser, signerier och andra missbruk”, förnekade den lokale prästen att något sådant förekom i församlingen. Traditionen var tydligen för populär hos lokalborna. Enligt sägnen slogs näsan av i samband med missväxten år 1826. Det finns en "korngud" även i Källunga kyrka.

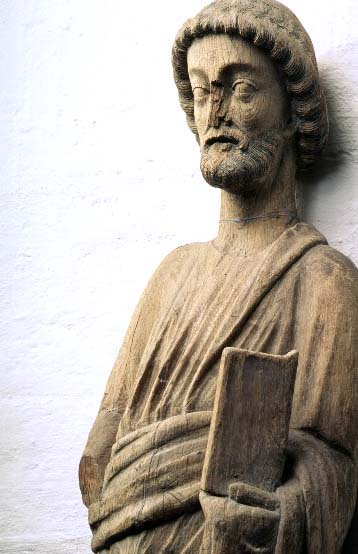
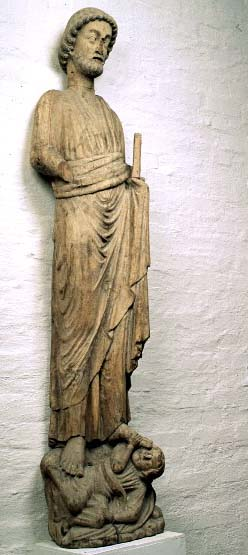
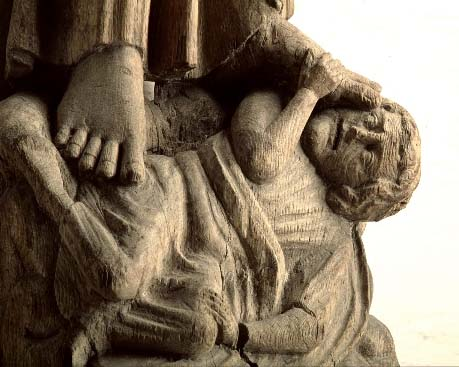